# 克里斯蒂娜·维巴茨卡
克里斯蒂娜·维巴茨卡（波蘭語發音：[krɨˈstɨna wɨˈbat͡ska]；1946年2月10日—2020年4月20日），波兰政治人物，前国民教育与体育部长（2001年－2004年），波兰众议院议员（1991年－2014年），歐洲議會議員（2014年－2019年）。

## 生平
1946年生于大波兰省拉維奇縣尤特羅辛。1968年毕业于波茲南亚当·密茨凯维奇大学数学、物理与化学学院，后在波兹南理工大学電機工程学院任助教。1976年获波兹南理工大学数学研究所博士学位。1968年至1991年，任波兰数学学会技术与学术秘书。
1978年加入执政党波兰统一工人党。东欧剧变后，于1993年加入波兰共和国社会民主党。1996年任社会民主党波茲南支部领导人。1999年任波兹南议会主席。1991年至2014年，连续当选众议院议员。
2001年至2004年，在莱舍克·米莱尔内阁出任国民教育与体育部长。2014年至2019年，任歐洲議會議員。2019年，获《议会杂志》评选的年度教育、文化和媒体领域欧洲议员奖。
2020年4月20日逝世。